# Cuccioli cerca amici - Nel regno di Pocketville
Cuccioli cerca amici - Nel Regno di Pocketville è una serie animata italiana creata da Leandro Consumi e prodotta da Mondo TV. È andata in onda in prima visione su Italia 1 con episodi in replica su Boing dal 25 ottobre 2010 al 19 dicembre 2011 e su Boomerang dal 4 aprile 2011 per 52 episodi della durata di circa 13 minuti. Lo studio che ha prodotto le animazioni per Mondo TV è il nordcoreano Sek.

## Trama
Da sempre a Pocketville vengono scelti i cuccioli destinati ai bambini di tutto il mondo e la principessa Ami si occupa della scelta del cucciolo adatto a "nascere" sulla Terra a seconda del padroncino a cui è destinato, grazie anche all'aiuto del Cuore dell'Amicizia e della Cucciopedia.
Ma un giorno la sua infida sorella Ima, ingelosita del fatto che Ami è al trono di Pocketville, insieme ai suoi scagnozzi Zull e Gort, ruba metà del Cuore dell'Amicizia dal collare della principessa Ami durante la Cerimonia della Nascita di un cucciolo.
In quel preciso istante la principessa Ami viene catapultata sulla Terra al posto di Flo, la bambina a cui era destinato il cucciolo Oristolfo, successivamente ribattezzato Magic dalla ragazzina. Così Flo, venuta a sapere degli ultimi avvenimenti a Pocketville, decide di aiutare i cuccioli a ritrovare la principessa Ami e a far nascere i cuccioli sulla Terra e a comunicare con loro grazie all'aiuto della metà del Cuore dell'Amicizia salvata da Magic.
Le quattro guardie reali della principessa Ami: William, Mela, Ciro e Balloon sottopongono Flo ad una serie di prove per verificare che la bambina sia all'altezza del compito e soprattutto che sia veramente sincera con loro. Flo supera brillantemente tutte le prove a cui viene sottoposta e così dovrà aiutare i cuccioli di Pocketville a nascere anche grazie al prezioso aiuto della Cucciopedia, che sembra l'unica a saperla utilizzare oltre alla principessa Ami. Durante la serie i protagonisti trovano delle gocce magiche che sono utili per far nascere i cuccioli nella Grande Città.
Ima ed i suoi scagnozzi, a cui si è aggiunta anche la cornacchia cattiva, la spia Krakia, sono sempre in agguato per tentare di impossessarsi dell'altra metà del Cuore dell'Amicizia, (i quattro chiedono anche aiuto a Durillia, una femmina di coccodrillo la quale accetta di aiutarli in cambio di un fiore prezioso: il mai più solo), ma vengono sconfitti. Al termine della stagione Flo, Magic e la principessa Ami ricomporrano il Cuore dell'Amicizia e si creerà anche un nuovo cuore dell'amicizia azzurro e la fontana magica assumerà una nuova forma. Ami ritorna al trono per governare su tutta la città e Flo torna a casa felice insieme a Magic.

## Personaggi

### Protagonisti
- Flo, doppiata da Debora Magnaghi: è l'amica dei cuccioli che, durante la scomparsa della Principessa Ami, si occupa della nascita dei cuccioli e di impedire ad Ima di impossessarsi dell'altra metà del Cuore dell'Amicizia che custodisce il suo cucciolo Magic. Ha 12 anni (negli episodi 27 e 28 ne compie 13), è una bella ragazzina bionda dai capelli lisci e lunghi e dagli occhi celesti. È molto intelligente, altruista, coraggiosa e generosa e non si tira mai indietro di fronte alle difficoltà. Adora i cuccioli e soprattutto il suo cucciolo Magic che la aiuterà a non sentirsi a disagio nella nuova città dove è venuta ad abitare insieme al suo papà perché la madre non poteva andare con loro per via del suo lavoro. Tramite la metà del Cuore dell'Amicizia che lei indossa come braccialetto e custodita da Magic come collare può capire il linguaggio dei cuccioli.
- Principessa Ami, doppiata da Giulia Franzoso: è una bella gattina Siamese tradizionale bianca e marrone con dei profondi occhi azzurri. È dolce, buona e altruista. Governa il Pocket Kingdom. Ha una sorella gemella di nome Ima che durante la nascita di un cucciolo riesce a strapparle metà del Cuore dell'Amicizia (il suo amuleto magico) e la principessa Ami viene catapultata sulla Terra al posto di Flo. Inizialmente si sente molto sola ma poi incontra Spot, un simpatico cane Schnauzer che si è preso cura di lei per tutto il periodo trascorso sulla Terra. Successivamente Flo, facendo nascere i cuccioli al posto della principessa, riesce a ricomporre un puzzle magico che identificherà la posizione geografica precisa della principessa Ami e così Flo e magic potranno riportarla a Pocketville.
- Magic, doppiato da Renato Novara: è un cucciolo di pastore tedesco fedele, affettuoso e intelligente. Il suo vero nome è Oristolfo ma Flo lo chiama Magic. Ha un cuore grande e generoso e per questo motivo è stato scelto per diventare il cucciolo della piccola Flo. Grazie al collare della principessa Ami, Flo e Magic riescono a capirsi e a far arrivare sulla Terra i cuccioli di Pocketville. Un po' come la sua padroncina, Magic è un cucciolo nato per l'avventura. È per questo che, quando sulle acque della fontana magica di Pocketville, è apparsa l'immagine di Flo, la Principessa Ami ha pensato proprio a lui. In coppia con la sua padroncina Flo, Magic si trova ad affrontare una serie di incredibili avventure per ritrovare la principessa Ami, catapultata sulla Terra per colpa del malvagio intervento di sua sorella Ima e riportare la pace e l'armonia nel regno di Pocketville. Magic e Flo hanno in loro possesso il collare un tempo appartenuto alla principessa Ami e ora rimasto con soltanto la metà del Cuore dell'Amicizia incastonato al suo interno: per questo riescono a vedere chi è il bambino che si sente solo, ma non il cucciolo che gli è destinato. Grazie al collare della principessa Ami, stringendo la metà del cuore e recitando una formula magica, Magic e Flo possono viaggiare tra la Terra e il regno di Pocketville.
- Ima, doppiata da Marcella Silvestri: è la crudele e furba sorella gemella della principessa Ami ma, a differenza della sorella, è bianca e grigia. Ima ha deciso di impadronirsi del Collare Principesco di sua sorella per spodestarla e impadronirsi del regno di Pocketville. In gran segreto, trama degli infidi piani per fare in modo che Ami non possa tornare a regnare su Pocketville. Quando Ami ritorna a Pocketville Ima appare nella stanza di Flo e l'acchiappa cuccioli (che era venuto a prendere la principessa Ami) la porta via con sé.
- Mela, doppiata da Elisabetta Spinelli: è una gattina calico europea ed è una delle guardie reali della principessa Ami. Timida ma molto perspicace, ha un grande spirito di osservazione che le fa cogliere ogni dettaglio. È la più giovane tra le guardie reali ed ha un cuore puro. Alla fine della storia si fidanzerà con Bianco e partorirà quattro gattini.
- Balloon, doppiata da Tania De Domenico: è una gattina persiana ed è una delle guardie reali della principessa Ami. Ha uno spirito randagio: ama andare in giro da sola a scoprire il mondo e va incontro alle avventure senza paura.
- Ciro, doppiato da Alessandro Zurla: è un mastino napoletano ed è una delle quattro guardie reali della principessa Ami. Sempre allegro e vivace, è pronto a difendere la principessa Ami in ogni occasione. Quando frequentava la scuola per cuccioli era sempre l'ultimo della classe ed il più giocherellone. È un cagnolino molto goloso.
- William, doppiato da Maurizio Merluzzo: è una delle guardie reali di Ami. William è un golden retriever elegante e schivo: tiene molto alle buone maniere e non ama le smancerie ma è leale e coraggioso. Farebbe qualsiasi cosa per Ami.
- Zull, doppiato da Giorgio Bonino: è un rottweiler dal corpo snello e agile, dotato di grande prontezza e velocità ed è uno degli scagnozzi di Ima. Lui ha spezzato il cuore dell'amicizia sotto il comando di Ima. Ha un carattere molto invidioso ed è per questo che a volte non raggiunge l'obiettivo, ma è anche molto stupido, come Gort.
- Gort, doppiato da Claudio Moneta: è un pitbull forte e muscoloso al servizio di Ima, dal carattere deciso e tenace, ma è anche molto stupido, come Zull.

### Personaggi secondari
- Krakia, doppiata da Francesca Bielli: è la cornacchia che è diventata la spia di Ima e usa la sua vista e il suo udito eccezionale per spiare Flo, Magic e le Guardie Reali viene mandata nella grande città da Ima.
- Spot, doppiato da Paolo De Santis: è un simpatico schnauzer nano randagio, amico e difensore della principessa Ami, che aiuta durante il periodo trascorso sulla Terra. Spot è simpatico e sbruffone, non sopporta il cattivissimo regolamento dall'aspetto troppo brusco, ma sa distinguere il bene dal male: è sempre pronto a difendere i più deboli.
- Peter: è il giovane e comprensivo papà di Flo che, a causa del suo carattere distratto e un po' ingenuo, non scoprirà mai né il fatto che la sua bambina riesce a parlare con gli animali, né tanto meno l'inconfessabile segreto di Pocketville che Flo gli nasconde.
- L'acchiappa-cuccioli: è un signore anziano cupo e scortese. È il più odiato e temuto dagli animali di tutta la grande città perché cattura ed imprigiona molto male tutti i cuccioli per poi rivenderli all'asta. Il suo principale obiettivo è stato la principessa Ami. Ma la piccola Flo, infuriata e, grazie al suo grande coraggio, sarà capace di affrontare questo malintenzionataccio dalle cattive intenzioni sbagliate per liberare Ami e farla tornare a Pocketville.
- Guardie Alate: sono un piccolo stormo di aquile testabianca con delle ali lunghe e degli artigli grossi e potenti. Sono sempre pronte a difendere Flo, Magic e le Guardie Reali da Ima e da tutti i pericoli. Li aiutano anche a trovare le gocce magiche quando si trovano in posti dove solo i volatili possono arrivare.
- Ogniguscio, doppiato da Guido Rutta: è una tartaruga che sembra un cucciolo, ma in realtà è molto anziano. Ogniguscio è il vecchio saggio di Pocketville e giace assorto in una grotta e a chi va a chiedergli un consiglio dà risposte tutte da interpretare.
- Lattuga: è una tartaruga sorella di Ogniguscio. Lattuga è taciturna e misteriosa, conosce i segreti di alcune arti magiche ed è capace di leggere il passato e il futuro nelle foglie di lattuga.
- Durillia: è un coccodrillo femmina consigliera di Ima. Durillia ha un carattere avido e poco disponibile: per i consigli che dà chiede sempre una ricompensa in cambio, come il Maipiùsolo, che chiede a Ima di portarglielo in un episodio, in cambio del modo di far arrivare uno degli scagnozzi di Ima nella grande città.
- Karota: è una coniglietta saggia e di grande cuore. È la dottoressa di Pocketville e dispensa a tutti consigli e rimedi naturali per far riprendere i suoi pazienti.
- Kikì: è un piccolo maltese intelligente e studioso. È il primo della classe dei cuccioli di Pocketville, ma è ancora più bravo a dare una mano a chi ha bisogno di un aiuto per fare i compiti.
- Ginevra: è una dolcissima pony che ha un animo amorevole e premuroso. È brava a incoraggiare chi è caduto a rialzarsi e ad affrontare gli ostacoli senza paura.
- Artù: è un pony fratello di Ginevra ed è determinato e metodico, con un fisico piccolino ma resistente e con il suo sostegno i cuccioli riescono a raggiungere grandi risultati.
- Bella: è una border collie raffinata e molto ben educata. Bella gestisce una scuola per cuccioli e il suo libro sulle buone maniere ha avuto un grande successo.
- Camillo, doppiato da Luca Bottale: è un gattino tigrato ed ha un carattere dolce, affettuoso, comprensivo e saggio: con gesti semplici sa conquistare la fiducia di chi gli sta accanto.

## Sigle
- Sigla di apertura: Il mio cuore è per te, scritta e composta da Cristiano Macrì e cantata da Eleonora Lorenzo.
- Sigla di chiusura: My Little Puppy, scritta e composta da Roberto Frattini e cantata da Paola Milzani e Michele Denaro.

## Episodi
| Nº | Titolo italiano                           | In onda          | In onda |
| Nº | Titolo italiano                           | Italiano         |         |
| 1  | L'anniversario del regno                  | 25 ottobre 2010  |         |
| 2  | L'ospite inattesa                         | 27 ottobre 2010  |         |
| 3  | Il saggio Ogniguscio                      | 29 ottobre 2010  |         |
| 4  | Ritorno a casa                            | 1º novembre 2010 |         |
| 5  | Una grande responsabilità (prima parte)   | 3 novembre 2010  |         |
| 6  | Una grande responsabilità (seconda parte) | 5 novembre 2010  |         |
| 7  | Onda su onda                              | 8 novembre 2010  |         |
| 8  | Frisbee                                   | 10 novembre 2010 |         |
| 9  | Non aver paura                            | 12 novembre 2010 |         |
| 10 | Una questione di gola                     | 14 novembre 2010 |         |
| 11 | Nuovi amici (prima parte)                 | 16 novembre 2010 |         |
| 12 | Nuovi amici (seconda parte)               | 19 novembre 2010 |         |
| 13 | Un po' di pazienza (prima parte)          | 8 dicembre 2010  |         |
| 14 | Un po' di pazienza (seconda parte)        | 9 dicembre 2010  |         |
| 15 | credi in te stesso! (prima parte)         | 10 dicembre 2010 |         |
| 16 | credi in te stesso! (seconda parte)       | 13 dicembre 2010 |         |
| 17 | occhi aperti! (prima parte)               | 14 dicembre 2010 |         |
| 18 | occhi aperti! (seconda parte)             | 15 dicembre 2010 |         |
| 19 | il mai più solo (prima parte)             | 16 dicembre 2010 |         |
| 20 | il mai più solo (seconda parte)           | 17 dicembre 2010 |         |
| 21 | La risposta di Durillia (prima parte)     | 14 febbraio 2011 |         |
| 22 | La risposta di Durillia (seconda parte)   | 15 febbraio 2011 |         |
| 23 | Per un pelo (prima parte)                 | 16 febbraio 2011 |         |
| 24 | Per un pelo (seconda parte)               | 17 febbraio 2011 |         |
| 25 | Una brutta caduta (prima parte)           | 18 febbraio 2011 |         |
| 26 | Una brutta caduta (seconda parte)         | 19 febbraio 2011 |         |
| 27 | Il compleanno di Flo (prima parte)        | 14 novembre 2011 |         |
| 28 | Il compleanno di Flo (seconda parte)      | 15 novembre 2011 |         |
| 29 | L'acchiappacuccioli (prima parte)         | 16 novembre 2011 |         |
| 30 | L'acchiappacuccioli (seconda parte)       | 17 novembre 2011 |         |
| 31 | Zampa Bianca (prima parte)                | 18 novembre 2011 |         |
| 32 | Zampa Bianca (seconda parte)              | 21 novembre 2011 |         |
| 33 | Bianca come un lenzuolo (prima parte)     | 22 novembre 2011 |         |
| 34 | Bianca come un lenzuolo (seconda parte)   | 23 novembre 2011 |         |
| 35 | Il tesoro dell'amicizia (prima parte)     | 24 novembre 2011 |         |
| 36 | Il tesoro dell'amicizia (seconda parte)   | 25 novembre 2011 |         |
| 37 | Sogni d'oro (prima parte)                 | 28 novembre 2011 |         |
| 38 | Sogni d'oro (seconda parte)               | 29 novembre 2011 |         |
| 39 | Le buone maniere (prima parte)            | 30 novembre 2011 |         |
| 40 | Le buone maniere (seconda parte)          | 1º dicembre 2011 |         |
| 41 | Operazione-principessa (prima parte)      | 2 dicembre 2011  |         |
| 42 | Operazione-principessa (seconda parte)    | 5 dicembre 2011  |         |
| 43 | Nella tana del gatto (prima parte)        | 6 dicembre 2011  |         |
| 44 | Nella tana del gatto (seconda parte)      | 7 dicembre 2011  |         |
| 45 | Finalmente libera! (prima parte)          | 8 dicembre 2011  |         |
| 46 | Finalmente libera! (seconda parte)        | 9 dicembre 2011  |         |
| 47 | Un regno per Ami (prima parte)            | 12 dicembre 2011 |         |
| 48 | Un regno per Ami (seconda parte)          | 13 dicembre 2011 |         |
| 49 | L'ultimo tassello (prima parte)           | 14 dicembre 2011 |         |
| 50 | L'ultimo tassello (seconda parte)         | 15 dicembre 2011 |         |
| 51 | Per sempre insieme (prima parte)          | 16 dicembre 2011 |         |
| 52 | Per sempre insieme (seconda parte)        | 19 dicembre 2011 |         |